# Jaime Oncins
Jaime Oncins (San Paolo, 16 giugno 1970) è un allenatore di tennis ed ex tennista brasiliano.

## Carriera
Ottiene il suo best ranking in singolare il 3 maggio 1993 con la 34ª posizione mentre nel doppio diventa il 10 luglio 2000, il 22º del ranking ATP.
In carriera in singolare ha vinto due tornei del circuito ATP: l'ATP Bologna Outdoor e l'ATP Buzios nel 1992. Arriva inoltre in finale in altre tre occasioni, sempre in Brasile, uscendone però sconfitto.
Nella specialità del doppio ha vinto, invece, cinque tornei ATP, tra cui la Mercedes Cup che si è tenuta nel 1999 a Stoccarda; in coppia con l'argentino Daniel Orsanic superò la coppia composta dal macedone Aleksandar Kitinov e dallo statunitense Jack Waite con il risultato di 6-2, 6-1.
Ha fatto parte della squadra brasiliana di Coppa Davis dal 1991 al 2001 con un bilancio finale di 23 vittorie e 14 sconfitte.

## Statistiche

### Singolare

#### Vittorie (2)
| Legenda                                                      |
| Grande Slam (0)                                              |
| ATP Tour World Championships / Tennis Masters Cup (0)        |
| ATP Super 9 / Tennis Masters Series (0)                      |
| ATP Championships Series / ATP International Series Gold (0) |
| ATP World Series / ATP International Series (2)              |

| Numero | Data            | Torneo                         | Superficie  | Avversario in finale | Punteggio |
| 1.     | 18 maggio 1992  | ATP Bologna Outdoor, Bologna   | Terra rossa | Renzo Furlan         | 6-2, 6-4  |
| 2.     | 2 novembre 1992 | ATP Buzios, Armação dos Búzios | Cemento     | Luis Herrera         | 6-3, 6-2  |

| Legenda tornei minori |
| Challenger (8)        |
| Futures (0)           |

| Numero | Data              | Torneo                                           | Superficie  | Avversario in finale | Punteggio     |
| 1.     | 31 luglio 1989    | Lins Challenger, Lins                            | Terra rossa | Fernando Roese       | 1-6, 6-0, 6-3 |
| 2.     | 23 luglio 1990    | Campos Challenger, Campos dos Goytacazes         | Cemento     | José Daher           | 6-3, 6-3      |
| 3.     | 12 novembre 1990  | Aberto de São Paulo, San Paolo                   | Terra rossa | Francisco Yunis      | 6-3, 6-3      |
| 4.     | 14 ottobre 1991   | Aberto de São Paulo, San Paolo                   | Terra rossa | Fernando Roese       | 6-4, 6-4      |
| 5.     | 13 settembre 1993 | Natal Challenger, Natal                          | Terra rossa | Marcelo Ingaramo     | 3-6, 6-2, 6-3 |
| 6.     | 29 maggio 1995    | Asunción Challenger, Asunción                    | Terra rossa | Gastón Etlis         | 6-3, 6-4      |
| 7.     | 5 agosto 1996     | BH Tennis Open International Cup, Belo Horizonte | Cemento     | Maurice Ruah         | 6-4, 6-3      |
| 8.     | 21 ottobre 1996   | Samsung Securities Cup, Seul                     | Terra rossa | Patrik Fredriksson   | 1-6, 6-1, 6-2 |

#### Sconfitte in finale (3)
| Numero | Data            | Torneo                         | Superficie | Avversario in finale | Punteggio     |
| 1.     | 28 ottobre 1991 | ATP Buzios, Armação dos Búzios | Cemento    | Jordi Arrese         | 6-1, 4-6, 0-6 |
| 2.     | 4 novembre 1991 | ATP San Paolo, San Paolo       | Cemento    | Christian Miniussi   | 6-2, 3-6, 4-6 |
| 3.     | 9 novembre 1992 | ATP San Paolo, San Paolo       | Cemento    | Luiz Mattar          | 1-6, 4-6      |

### Doppio

#### Vittorie (5)
| Legenda                                                      |
| Grande Slam (0)                                              |
| ATP Tour World Championships / Tennis Masters Cup (0)        |
| ATP Super 9 / Tennis Masters Series (0)                      |
| ATP Championships Series / ATP International Series Gold (1) |
| ATP World Series / ATP International Series (4)              |

| Numero | Data             | Torneo                                     | Superficie  | Compagno          | Avversari in finale                  | Punteggio   |
| 1.     | 4 novembre 1991  | ATP San Paolo, San Paolo                   | Cemento     | Andrés Gómez      | Jorge Lozano Cássio Motta            | 6-4, 6-4    |
| 2.     | 22 febbraio 1993 | Abierto Mexicano Telcel, Città del Messico | Terra rossa | Leonardo Lavalle  | Horacio de la Peña Jorge Lozano      | 7-6, 6-4    |
| 3.     | 22 marzo 1999    | Grand Prix Hassan II, Casablanca           | Terra rossa | Fernando Meligeni | Massimo Ardinghi Vincenzo Santopadre | 6-2, 6-3    |
| 4.     | 7 giugno 1999    | Merano Open, Merano                        | Terra rossa | Lucas Arnold Ker  | Marc-Kevin Goellner Eric Taino       | 6-4, 7–6(1) |
| 5.     | 19 luglio 1999   | Mercedes Cup, Stoccarda                    | Terra rossa | Daniel Orsanic    | Aleksandar Kitinov Jack Waite        | 6-2, 6-1    |

| Legenda tornei minori |
| Challenger (11)       |
| Futures (0)           |

| Numero | Data              | Torneo                                    | Superficie  | Compagno         | Avversari in finale                 | Punteggio     |
| 1.     | 23 luglio 1990    | Campos Challenger, Campos dos Goytacazes  | Cemento     | José Daher       | Nelson Aerts Fernando Roese         | 7-6, 6-4      |
| 2.     | 13 agosto 1990    | Brasilia Challenger, Brasilia             | Cemento     | Andrew Sznajder  | Luiz Mattar Fernando Roese          | 7-5, 3-6, 7-6 |
| 3.     | 22 aprile 1991    | Lisbon Challenger, Lisbona                | Terra rossa | David Adams      | Tarik Benhabiles Olivier Delaître   | 5-7, 6-2, 6-3 |
| 4.     | 14 ottobre 1991   | Aberto de São Paulo, San Paolo            | Terra rossa | Luiz Mattar      | Juan Garat Marcelo Saliola          | 6-4, 6-4      |
| 5.     | 16 novembre 1992  | São Luís Challenger, São Luís             | Cemento     | Luiz Mattar      | Maurice Ruah Mario Tabares          | 6-3, 7-5      |
| 6.     | 19 febbraio 1996  | Punta del Este Challenger, Punta del Este | Terra rossa | Gustavo Kuerten  | Alejandro Hernández Simon Touzil    | 5-7, 6-4, 7-6 |
| 7.     | 29 settembre 1997 | Santiago Challenger, Santiago del Cile    | Terra rossa | Lucas Arnold Ker | Diego del Río Mariano Puerta        | 6-2, 6-2      |
| 8.     | 22 giugno 1998    | Eisenach Challenger, Eisenach             | Terra rossa | Cristiano Testa  | Rene Nicklisch Patrick Sommer       | 6-1, 6-3      |
| 9.     | 29 giugno 1998    | Ulm Challenger, Ulma                      | Terra rossa | Márcio Carlsson  | Dirk Dier Michael Kohlmann          | 6-4, 6-7, 6-3 |
| 10.    | 14 settembre 1998 | Florianopolis Challenger, Florianópolis   | Terra rossa | André Sá         | Marcelo Filippini Gonzalo Rodriguez | 6-0, 6-1      |
| 11.    | 11 ottobre 1999   | Aberto de São Paulo, San Paolo            | Terra rossa | Daniel Orsanic   | Mariano Hood Sebastián Prieto       | 6-2, 6-2      |

#### Sconfitte in finale (6)
| Numero | Data             | Torneo                                              | Superficie  | Compagno       | Avversari in finale            | Punteggio        |
| 1.     | 31 dicembre 1990 | Wellington Classic, Wellington                      | Cemento     | John Letts     | Luiz Mattar Nicolás Pereira    | 6-4, 6-7, 2-6    |
| 2.     | 29 aprile 1991   | Madrid Tennis Grand Prix, Madrid                    | Terra rossa | Luiz Mattar    | Gustavo Luza Cássio Motta      | 0-6, 5-7         |
| 3.     | 20 maggio 1991   | ATP Bologna Outdoor, Bologna                        | Terra rossa | Luiz Mattar    | Luke Jensen Laurie Warder      | 4-6, 6-7         |
| 4.     | 2 agosto 1993    | ATP Praga, Praga                                    | Terra rossa | Jorge Lozano   | Hendrik Jan Davids Libor Pimek | 3-6, 6-7         |
| 5.     | 30 aprile 2001   | BMW Open, Monaco di Baviera                         | Terra rossa | Daniel Orsanic | Petr Luxa Radek Štěpánek       | 7-5, 2-6, 6(5)–7 |
| 6.     | 21 maggio 2001   | Internationaler Raiffeisen Grand Prix, Sankt Pölten | Terra rossa | Daniel Orsanic | Petr Pála David Rikl           | 3-6, 7-5, 5-7    |